# 霍赫瓦爾德

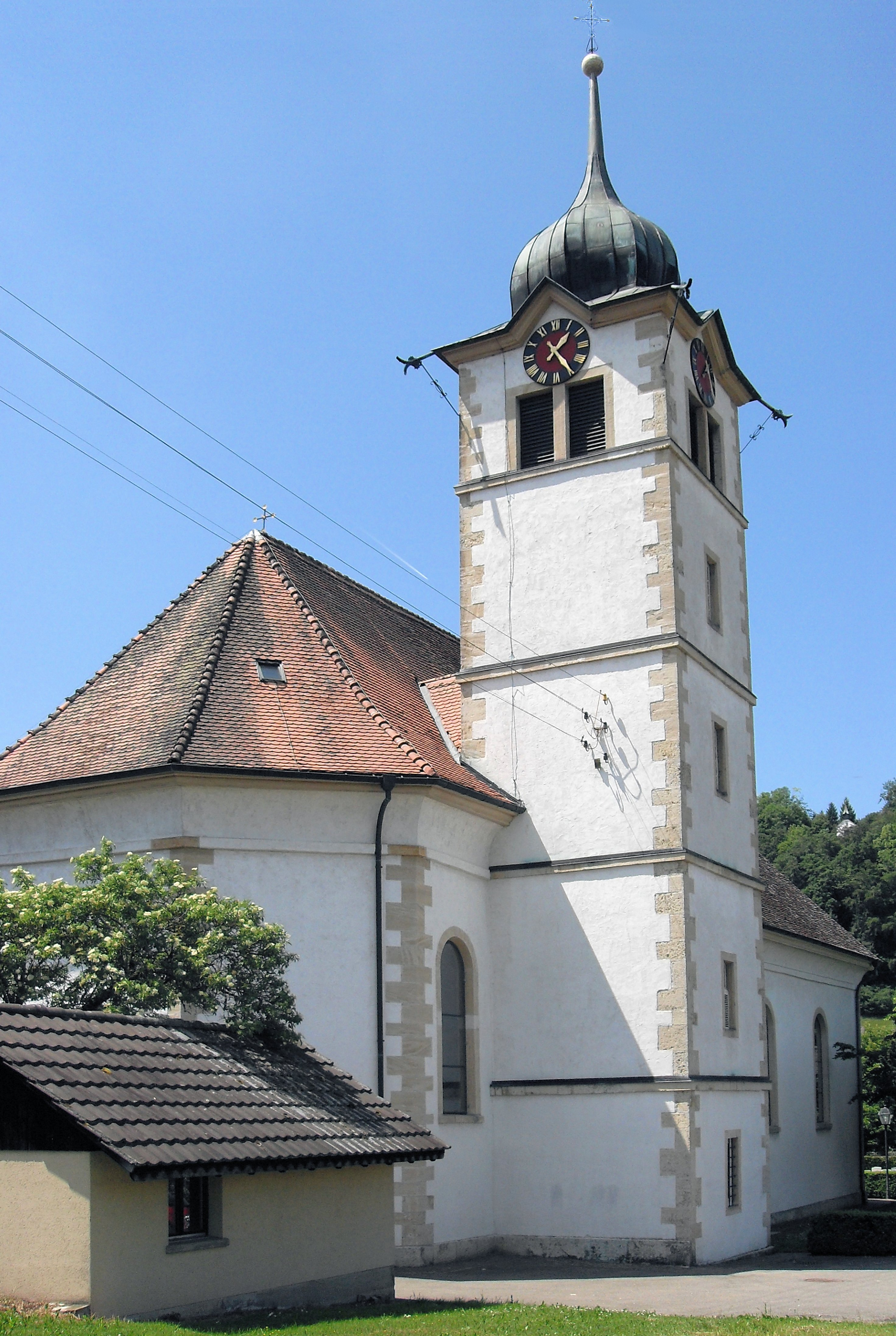

霍赫瓦爾德是瑞士的城鎮，位於該國北部，由索洛圖恩州負責管轄，面積8.32平方公里，海拔高度620米，2012年人口1,293，一半人口信奉羅馬天主教，人口密度每平方公里155人。